# 歐陽銘
歐陽銘（？—1371年），字日新，江西等處行中書省吉安路太和州（今江西省泰和縣）人，明朝政治人物。
因舉薦任江都縣丞，當時因戰亂剛過，民間死亡遷徙者有七八成人，歐陽銘招撫百姓，逐漸恢復生產。后升任臨淄知縣，恰遇常遇春部隊經過，士兵進入民家強取酒，后相互毆打致死。歐陽銘逮捕后笞打釋放。士兵后向常遇春稱其辱駡將軍，常遇春詰問。歐陽銘對答道：“士兵為王師，百姓亦為王民，民被打死，士兵難當不應被笞打？我雖然愚昧，怎麼會辱駡將軍？將軍有大賢德，怎麼會因為一個士兵而違反國法？”常遇春聽后責令軍士眾人道歉。此後，大將軍徐達通過該地，對部隊告誡道：“這個官吏曾經對抗過常遇春將軍，你們經過后不要冒犯。”歐陽銘治理廉潔寬恕，平時還與學生談論文藝，或者在鄉間耕作。后任滿后入見，之後病卒。